# Loveland (Washington)
Loveland es un área no incorporada ubicada en el condado de Pierce en el estado estadounidense de Washington.

## Geografía
Loveland se encuentra ubicado en las coordenadas 47°3′50″N 122°24′32″O / 47.06389, -122.40889.